# Дорнівілл (Пенсільванія)
Дорнівілл (англ. Dorneyville) — переписна місцевість (CDP) в США, в окрузі Лігай штату Пенсільванія. Населення — 4850 осіб (2020).

## Географія
Дорнівілл розташований за координатами 40°34′32″ пн. ш. 75°31′8″ зх. д. / 40.57556° пн. ш. 75.51889° зх. д. (40.575456, -75.518768). За даними Бюро перепису населення США в 2010 році переписна місцевість мала площу 5,21 км², з яких 5,19 км² — суходіл та 0,02 км² — водойми.

## Демографія
Згідно з переписом 2010 року, у переписній місцевості мешкало 4406 осіб у 1744 домогосподарствах у складі 1357 родин. Густота населення становила 846 осіб/км². Було 1799 помешкань (345/км²). 
Расовий склад населення:
| - 91,8 % — білих - 3,2 % — азіатів - 2,6 % — чорних або афроамериканців - 1,2 % — осіб інших рас |

До двох чи більше рас належало 1,2 %. Іспаномовні становили 3,6 % всіх жителів.
За віковим діапазоном населення розподілялося таким чином: 19,4 % — особи молодші 18 років, 57,6 % — особи у віці 18—64 років, 23,0 % — особи у віці 65 років та старші. Медіана віку мешканця становила 49,8 року. На 100 осіб жіночої статі у переписній місцевості припадало 96,2 чоловіків; на 100 жінок у віці від 18 років та старших — 92,1 чоловіків також старших 18 років.
Середній дохід на одне домашнє господарство становив 108 370 доларів США (медіана — 88 056), а середній дохід на одну сім'ю — 118 328 доларів (медіана — 92 768). Медіана доходів становила 68 548 доларів для чоловіків та 41 758 доларів для жінок. За межею бідності перебувало 1,1 % осіб, у тому числі 0,0 % дітей у віці до 18 років та 0,9 % осіб у віці 65 років та старших.
Цивільне працевлаштоване населення становило 2265 осіб. Основні галузі зайнятості: освіта, охорона здоров'я та соціальна допомога — 29,9 %, роздрібна торгівля — 12,5 %, мистецтво, розваги та відпочинок — 8,6 %, виробництво — 8,4 %.